# Morcego originário

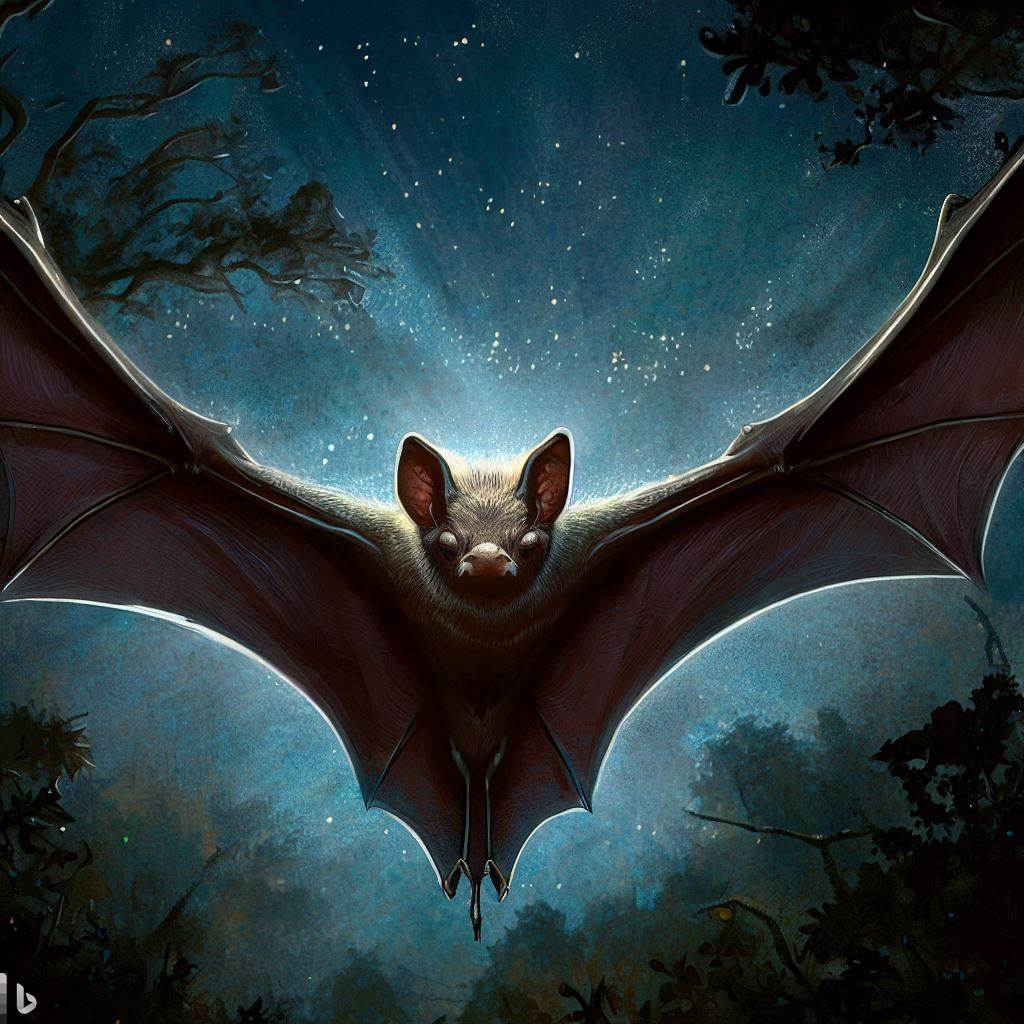
Representação artística do Morcego Eterno (Mbopí recoypý)

O Morcego Originário (Mbopí recoypý), também conhecido por Morcego Original, Morcego Eterno ou simplesmente Morcego é um ser (ou seres) primordial maligno da cultura tupi-guarani, sobretudo dos guarani Apapocúva e seus parentes mais próximos. Os indígenas acreditam que juntamente com o Jaguar Azul este ser um dia irá destruir a humanidade, engolindo o Sol e a Lua, deixando a Terra em trevas e consequentemente à destruindo.
Assim como o Jaguar Azul, o Morcego Originário também é o causador dos eclipses, tanto o solar quanto o lunar. Os eclipses, na mentalidade de algumas tribos tupis-guaranis são na verdade o enfrentamento dos irmãos Guaraci (Sol) e seu irmão mais novo Jaci (Lua), contra essas duas forças primordiais, o Jaguar Azul e o Morcego Originário. O Morcego Eterno de acordo com as tradições indígenas estaria contido hoje dentro da cabana do deus Nhamandú aguardando o dia que destruirá a humanidade, apesar de suas várias tentativas através dos eclipses. Ele estaria acima, no teto, pendendo da cumieira da cabana. Abaixo, logo ao lado da rede de Nhamandú estaria Charía.
De acordo com Curt Nimuendajú, este ser imortal provavelmente por estar conectado as trevas existiria antes mesmo do deus criador Nhamandú, sendo portanto mais antigo que ele. Ainda, segundo o etnólogo, nas lendas Bakairí de Von den Steinen, um dos seres mais antigos também é um morcego de nome Semimo.